# 凤城市东方红小学
凤城市东方红小学，是辽宁省凤城市凤凰城区的一所学校，在凤凰山脚下，1908年建校。

## 办学规模
学校占地面积2.1万平方米，内有教学楼、学前教育楼、综合楼、实验楼，有教学班43个，120名教师，2600名学生。